# Wim Kok
Willem „Wim“ Kok (29. září 1938 Bergambacht, Nizozemsko – 20. října 2018, Amsterdam) byl nizozemský sociálnědemokratický politik.
V letech 1994–2002 byl premiérem Nizozemska. Předtím, v letech 1989–1994 zastával funkci ministra financí a zároveň prvního místopředsedy vlády. Předsedou nizozemské Strany práce (Partij van de Arbeid) byl patnáct let, v období 1986–2001, od roku 1989 byl rovněž tzv. lijsttrekker, lídr kandidátky, což je funkce v nizozemské politice důležitější než předseda strany.
Začínal jako odborářský předák, v letech 1972–1986 vedl největší odborovou centrálu v zemi (Nederlands Verbond van Vakverenigingen, od 1976 Federatie Nederlandse Vakbeweging). Místo šéfa odborů opustil poté, co byl ve volbách roku 1986 zvolen za Stranu práce do nizozemského parlamentu.
Po skončení politické kariéry se stal oficiálním lobbistou Evropské unie, jeho hlavním úkolem bylo prosazování Lisabonské smlouvy (roku 2004 předložil známou zprávu o stavu Lisabonské strategie, nazývanou většinou jako Kokova zpráva). Rovněž byl prezidentem Madridského klubu.
Roku 2003 mu byl udělen čestný titul Minister van Staat, který je nemonarchickým analogem šlechtického titulu a zajišťuje svému nositeli v nizozemské politice neformální autoritu. V anketě Největší Nizozemec z roku 2004 se umístil na 36. místě.